# Eerste klasse schaken 1927/28
Het seizoen 1927/28 was het achtste seizoen van de Eerste klasse, de hoogste Nederlandse schaakcompetitie voor schaakverenigingen. Vijf clubs streden om het clubkampioenschap van Nederland. Discendo Discimus werd voor de eerste keer kampioen.
Bij DD speelden onder meer George Schelto Fontein, Rudolf Loman en Johannes van den Bosch in het team.

## Eindstand[1]
| # | Team    | MP | BP  | 1  | 2  | 3  | 4  | 5  |
| - | ------- | -- | --- | -- | -- | -- | -- | -- |
| 1 | DD      | 6  | 25½ | -- |    |    | 8½ |    |
| 2 | VAS     | 6  | 24½ |    | -- |    |    |    |
| 3 | ASC     | 6  | 23½ |    |    | -- |    |    |
| 4 | NRSV    | 2  | 14½ | 1½ |    |    | -- |    |
| 5 | Utrecht | 0  | 12  |    |    |    |    | -- |

### Legenda
|  | Landskampioen |

Eerste klasse

1920/21 · 1921/22 · 1922/23 · 1923/24 · 1924/25 · 1925/26 · 1926/27 · 1927/28 · 1928/29 · 1929/30 · 1930/31 · 1931/32 · 1932/33 · 1933/34 · 1934/35 · 1935/36 · 1936/37 · 1937/38 · 1938/39 · 1939/40 · 1940/41 · 1941/42
Hoofdklasse

1942/43 · 1943/44 · 1944/45 · 1945/46 · 1946/47 · 1947/48 · 
1948/49 · 1949/50 · 1950/51 · 1951/52 · 1952/53 · 1953/54 · 1954/55 · 1955/56 · 1956/57 · 1957/58 · 1958/59 · 1959/60 · 1960/61 · 1961/62 · 1962/63 · 1963/64 · 1964/65 · 1965/66 · 1966/67 · 1967/68 · 1968/69 · 1969/70 · 1970/71 · 1971/72 · 1972/73 · 1973/74 · 1974/75 · 1975/76 · 1976/77 · 1977/78 · 1978/79 · 1979/80 · 1980/81 · 1981/82 · 1982/83 · 1983/84 · 1984/85 · 1985/86 · 1986/87 · 1987/88 · 1988/89 · 1990/91 · 1991/92 · 1992/93 · 1993/94 · 1994/95 · 1995/96
Meesterklasse

1996/97 · 1997/98 · 1998/99 · 1999/00 · 2000/01 · 2001/02 · 2002/03 · 2003/04 · 2004/05 · 2005/06 · 2006/07 · 2007/08 · 2008/09 · 2009/10 · 2010/11 · 2011/12 · 2012/13 · 2013/14 · 2014/15 · 2015/16 · 2016/17 · 2017/18· 2018/19 · 2019/20 · 2020/21 · 2021/22 · 2022/23 · 2023/24 · 2024/25